# Katrina Law
Katrina Law (Philadelphia, 30 september 1985)  is een Amerikaanse actrice.

## Levensloop en carrière
Law begon haar carrière met gastrollen in onder meer Third Watch, Reba en Chuck. In 2010 speelde ze de rol van slavin Mira in Spartacus: Blood and Sand. Deze rol speelde ze opnieuw in de opvolger Spartacus: Vengeance. Vanaf 2014 speelde ze de rol van Nyssa al Ghul in Arrow. In 2015 speelde ze mee in de televisiefilm 12 Gifts of Christmas.

## Filmografie (selectie)

### Films
- Lucky Numbers (1987)
- Bottomfeeders (2001)
- A New Tomorrow (2007)
- Knuckle Draggers (2009)
- The Grind (2010)
- Snow Bride (2013, televisiefilm)
- 12 Gifts of Christmas (2015, televisiefilm)
- Zeroes (2018)
- Werewolves (2024)

## Televisieseries
- Third Watch (2001)
- Reba (2002)
- The Rookie: CTU (2007)
- Chuck (2009)
- Legend of the Seeker (2010)
- The Resistance (2010)
- CSI: Miami (2012)
- Spartacus: Blood and Sand (2010-2012)
- Staged (2012)
- Chosen (2013)
- Legends of Tomorrow (2016)
- Training Day (2017)
- Sacred Lies (2018)
- The Oath (2018-2019)
- Magnum P.I. (2020)
- Arrow (2014-2020)
- Hawaii Five-0 (2019-2020)
- NCIS (2021-heden)

## Computerspellen
- Red Dead Redemption (2010, stemacteur)

- Library of Congress Control Number: no2018059138
- Virtual International Authority File: 56152561528615440604
- WorldCat: E39PBJhd8jY8gB34PhY4B8fcyd